# Velma Dunn
Pour les articles homonymes, voir Dunn.
Velma Clancy Dunn (-Ploessel), née le 9 octobre 1918 à Monrovia et morte le 8 mai 2007 à Whittier, est une plongeuse américaine.

## Carrière
Elle remporte aux Jeux olympiques de 1936  à Berlin la médaille d'argent du plongeon en plateforme à 10 mètres.